# أبو بكر فوفانا (لاعب كرة قدم)
أبو بكر فوفانا (بالفرنسية: Aboubacar Fofana)‏ هو لاعب كرة قدم فرنسي في مركز الوسط، ولد في 4 أكتوبر 1982 في فرنسا. لعب مع سيوي سبورت دي سان بيدرو ونادي باوك ونادي ميلوول ويوفنتوس.